# Boswellia dalzielii
Espèce
Classification phylogénétique
Boswellia dalzielii Hutch. est un arbre de la famille des Burseraceae. Il est présent en Afrique de l'Ouest.

## Description
Il peut mesurer jusqu’à 13 mètres de haut. Il se rencontre dans la savane boisée, du nord de la Côte d’Ivoire au nord du Nigeria, ainsi qu’au Cameroun et République centrafricaine.
Son écorce est caractérisée par sa desquamation et sa couleur pâle comme du papier. Ses petites fleurs blanches, pouvant apparaître lorsque l’arbre est sans feuille, sont parfumées.
Il peut être planté comme arbre d’ornement dans la partie nord de la Côte d’Ivoire ainsi qu’au Burkina Faso.

## Utilité
D’un point de vue médicinal, l’écorce en infusion est un calmant et combat la diarrhée. Elle est également bénéfique pour lutter contre le paludisme et la fièvre paludéenne. 
Les racines et les écorces en décoction soignent les maux de dents, la gingivite ainsi que la fièvre et les rhumatismes. Les jeunes feuilles macérées sont utiles contre la dysenterie et le choléra. 
Toute la plante est utilisée pour soigner les blessures, coupures, plaies et crevasses.
D’un point de vue vétérinaire, la coccidiose et la dysenterie amibienne des poules peuvent être combattues par un extrait de feuilles ou d’écorces de tiges séchées et bouillies,.
Dans la partie nord du Cameroun, les feuilles sont utilisées localement pour protéger le millet, le sorgho et le maïs contre les charançons.
La substance blanche parfumée, issue de l’écorce peut-être brûlée afin de repousser les insectes tels que les mouches ou les moustiques. Une résine est également extraite et brûlée lors de services religieux.
L’écorce est utilisée pour les teintures ainsi que pour obtenir de l’encre ou encore réaliser des tatouages.